# 若布
若布（法語：Job，法語發音：[ʒɔb]）是法国多姆山省的一个市镇，位于该省东部偏南，属于昂贝尔区。该市镇总面积42.68平方公里，2009年时的人口为1064人。

## 人口
若布人口变化图示